# Olof Sager-Nelson

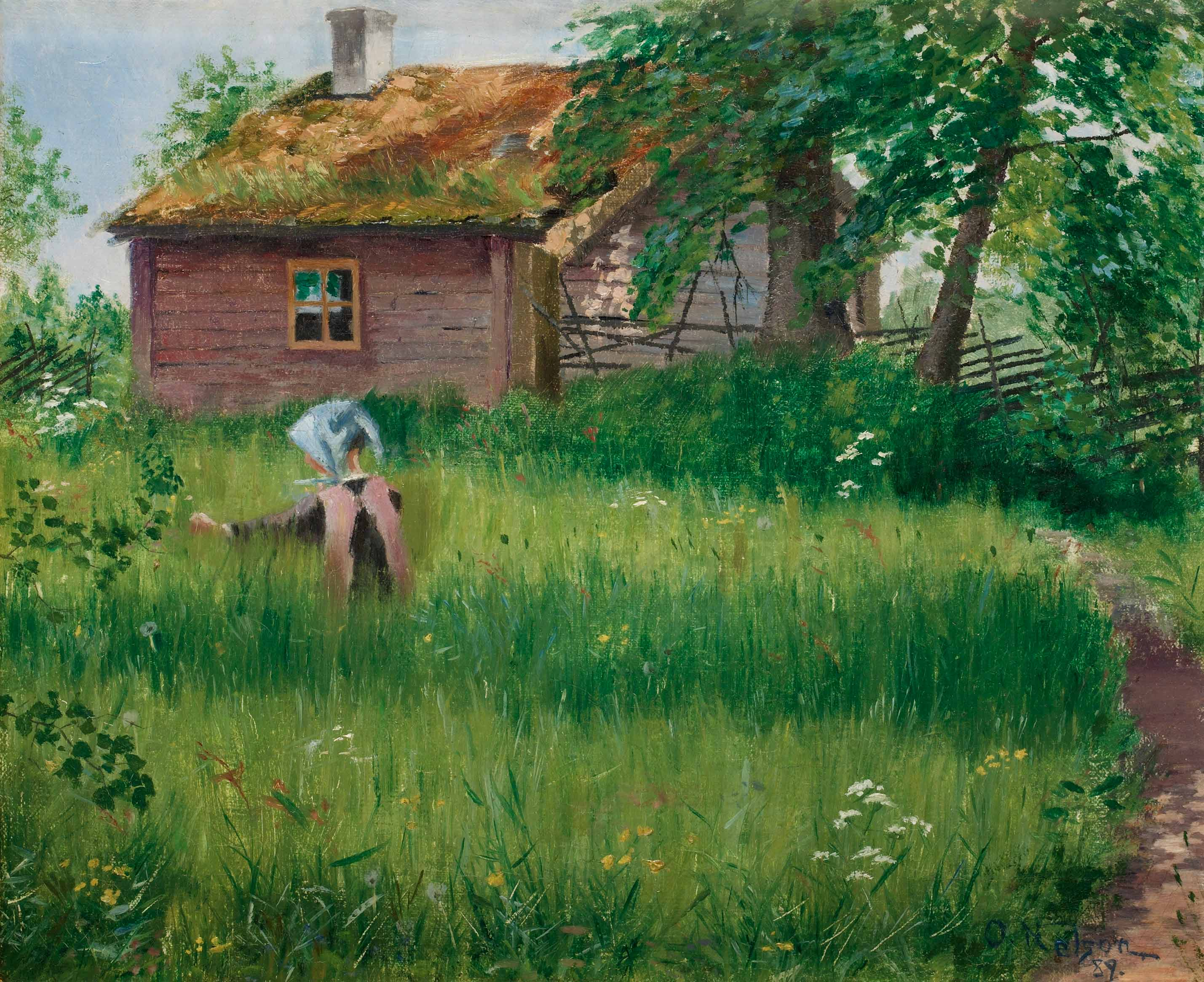
Mädchen auf einer Blumenwiese

Johan Olof Gudmund Sager-Nelson (* 13. September 1868 in Säffle; † 10. April 1896 in Biskra) war ein schwedischer Maler.

## Leben und Wirken
Olof Sager-Nelson wuchs bei seiner Großmutter und einer Tante in Åmål auf, nachdem seine Mutter früh verstorben war und sein Vater nach einem Gerichtsurteil wegen Unterschlagung nach Amerika emigriert war. Dort besuchte er auch die Schule. 1885 nahm er ein Ingenieurstudium am Technischen Institut Chalmers in Göteborg auf, brach diese Studien aber nach zwei Jahren ab und begann Unterricht an der Kunstschule Valand zu nehmen. Seine Lehrer waren Bruno Liljefors und später Carl Larsson, der ihm auch ein Reisestipendium vermittelte.
1893 kam Sager-Nelson nach Paris, wo er aufgrund sprachlicher Probleme anfangs meist in den schwedischen und finnischen Künstlerkreisen verkehrte, über deren Vermittlung er die aktuellen Strömungen der zeitgenössischen Kunst kennenlernte. 1894 war Sager-Nelsons produktivstes Jahr, in dem er die Gemälde, für die er heute bekannt ist, wie Der Geigenspieler, Ziehbrüder und Der Schüler sowie Porträts von z. B. Charles Grolleau, Ein junger Poet, und Ivan Aguéli, Porträt eines jungen Malers malte. Mit einigen dieser Bilder nahm auch an der Ausstellung des schwedischen Konstnärsförbundet 1894 in Stockholm teil, doch waren die Kritiken teilweise so vernichtend, dass er fortan seine Bilder aufgrund eines Wortspiels mit seinem Doppelnamen nur mehr mit Nelson signierte. Die Sommer 1894 und 1895 verbrachte er in Brügge, wo er, angeregt durch Georges Rodenbachs Roman Das tote Brügge Stadtlandschaften malte.
1895 brach seine Tuberkulose, an der er wahrscheinlich schon vor seiner Abreise nach Frankreich gelitten hatte, voll aus, und die restliche Zeit verbrachte er auf Reisen, in erster Linie auf der Suche nach gesundheitlicher Erleichterung. 1896 starb er in der Oase Biskra in Algerien.
Olof Sager-Nelson ist u. a. mit Gemälden im Schwedischen Nationalmuseum, in der Thielska galleriet in Stockholm und im Stockholmer Kunstmuseum Waldemarsudde vertreten.